# Celso Garrido-Lecca
Celso Garrido-Lecca (castellà: Celso Garrido Lecca)  (Piura, 9 de març de 1926 - Lima, 11 d'agost de 2025) és un compositor peruà.
Va estudiar composició amb Rodolfo Holzmann al Conservatori Nacional de Música del Perú. Va concloure els seus estudis a Santiago de Xile.
Va ingressar a l'Institut del Teatre de la Universitat de Xile com a compositor i assessor musical, i va romandre en ell durant deu anys.
Va ingressar al Departament de Composició de la Facultat de Ciències i Arts Musicals de la Universitat de Xile, i va ocupar posteriorment el càrrec de Cap d'aquesta secció. El 1964 va rebre una beca per estudiar amb Aaron Copland a Tanglewood, Estats Units. Va tornar al Perú en 1973 i assumeix la càtedra de composició del Conservatori Nacional de Música. Posteriorment va ser director del conservatori fins 1979.
Va ser guardonat l'any 2000 amb el II Premi Iberoamericà de la Música Tomás Luis de Victoria, considerat com el Cervantes de la música clásica.
En l'actualitat està retirat de la docència i es dedica a la composició. Entre les seves obres més importants figuren Antaras per a doble quartet de cordes i contrabaix, Laudes I i II, Elegia a Machu-Pichu, Sonata Fantasia per Cello i Orquestra, Simfonia No. i Concert per a Guitarra i Orquestra.
La seva obra s'emmarca dins del corrent de renovació musical ocorreguda a partir de la dècada de 1950 amb els treballs d'una sèrie de compositors que introdueixen a la música peruana noves tècniques com el dodecafonisme i l'atonalisme, la qual cosa va permetre renovar i enriquir la composició en aquest país.

## Reconeixements
- Orden de Mérito Civil en el Grau de Comanador, Espanya (1982)
- Orden Bernardo O’Higgins en grau d'Oficial, Xile (1997)
- Profesor Honorario de la Universidad Ricardo Palma (2015)
- Doctorado Honoris Causa de la Universidad Nacional de Ingeniería (2015)
- Guanyador del "Premio Southern" a la creativitat humana (2015)